# Dendrophthoe neilgherrensis
Dendrophthoe neilgherrensis är en tvåhjärtbladig växtart som först beskrevs av Wight & Arn., och fick sitt nu gällande namn av Van Tiegh.. Dendrophthoe neilgherrensis ingår i släktet Dendrophthoe och familjen Loranthaceae. Inga underarter finns listade i Catalogue of Life.